# Серембан
Серембан — місто в Малайзії, столиця штату Негері-Сембелан.
Місто розташоване за 30 км від узбережжя, в долині річки Ліггі, біля підніжжя гірського хребта Тітівангса. Місцевість переважно горбиста, ґрунти - червоні латеритові, що підходять для вирощування каучуконосів і масляної пальми. Це робить Серембан важливим сільськогосподарським центром.
У часи бурхливого видобутку олова, річка Логгі була головним транспортним торговим шляхом. Сьогодні - це головне джерело води для Серембана і всього Негері-Сембелана. Клімат, як і в більшій частині західної Малайзії, спекотний та вологий, з середніми температурами 27-30 ºС.

## Транспорт

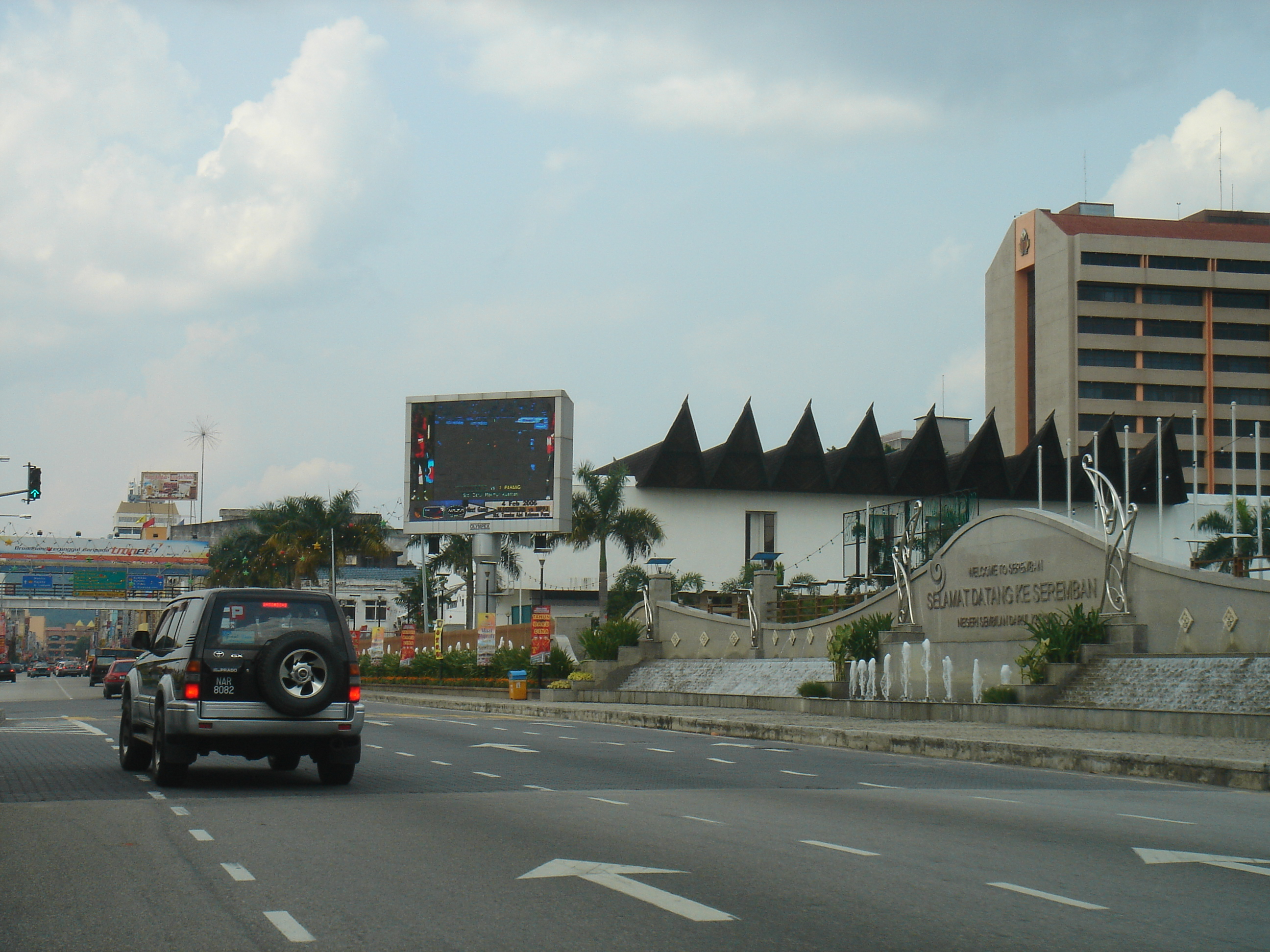
Головне шосе міста

Залізничне сполучення вперше з'явилося у кінці 1890-х, досі Серембан є однією з головних станцій на лінії Куала-Лумпур - Сінгапур. Станція Серембан обслуговує також приміську залізничну мережу.
Через місто також проходить федеральна траса № 1, що з'єднує головні міста на заході півострова Малакка. Крім того, місто з'єднане з містами Куала-Клаванг і Куала-Пілах (на сході) і Порт-Діксон (на західному узбережжі).
Негері-Сембелан - один з двох штатів країни, що не мають аеропортів, однак міжнародний аеропорт Куала-Лумпура (Kuala Lumpur International Airport) знаходиться менш ніж за 30 хвилин їзди від Серембана, що робить цей аеропорт навіть ближчими до Серембану, ніж до столиці країни.

## Культура
Історично, Негері-Сембелан є центром культури мінангкабау у Малайзії. Назва цього народу з малайської означає «перемагаючий буйвола», для них характерна унікальна архітектура дахів, що нагадує роги буйвола. Багатьом будівлям Серембана властиві ці риси.

## Визначні пам'ятки
- Культові споруди 7 конфесій:
  - Мечеті: Masjid Negeri Sembilan, Masjid Jamek,
  - Католицька церква: Church of the Visitation,
  - Англіканська церква: St.Mark's church,
  - Індуїстський храм: Sri Bala Thandaythapani Temple,
  - Сикхський храм (Gurdwara Sahib Seremban, 1905),
  - Церква методистів: Wesley Methodist Church, 1920,
  - Даоський храм: Liesheng Temple,
- Будівлі в колоніальному стилі:
  - Публічна бібліотека (Perpustakaan awam, до незалежності - Old Secretarial building, 1912) з фонтаном,
  - Комплекс ремісничої творчості (Craft Complex),
  - палац Istana Hinggap,
  - резиденція прем'єр-міністра (Menteri Besar Residence),
  - Dewan Perekti,
  - середня школа короля Георга V,
  - залізничний вокзал,
- Будівлі у стилі мінангкабау:
  - Міський зал (Dewan Perbandaran Seremban),
  - Wisma Negeri,
  - Minangkabau House,
- Парки і сади:
  - озерний парк з фонтанами і нічним підсвічуванням,
  - парк Taman Malaysia з висячим мостом,
  - сад гібіскусів,
  - японський сад,
- зоопарки Seremban Animal Park і Mini Zoo,
- Комплекс музею штату (Muzium Negeri Sembilan), центру культури та мистецтв (Arts&Culture Centre) і палацу Ampang Tinggi,
- "старе місто" - квартали з низькоповерховою забудовою у колоніальному і мавританському стилях,
- площа Padang зі стягом штату на високому флагштоці.

## Галерея

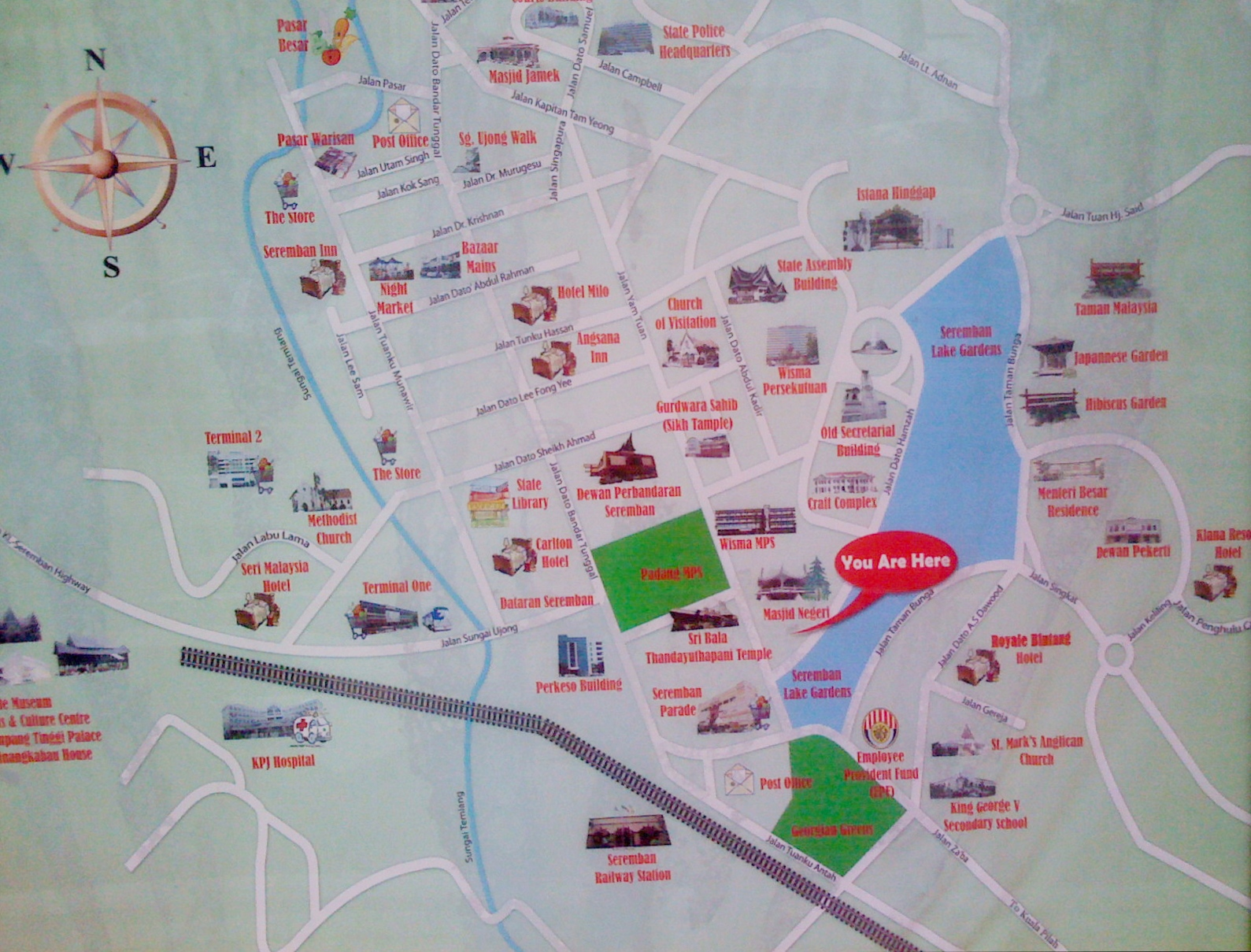
Вулична карта пам'яток Серембана
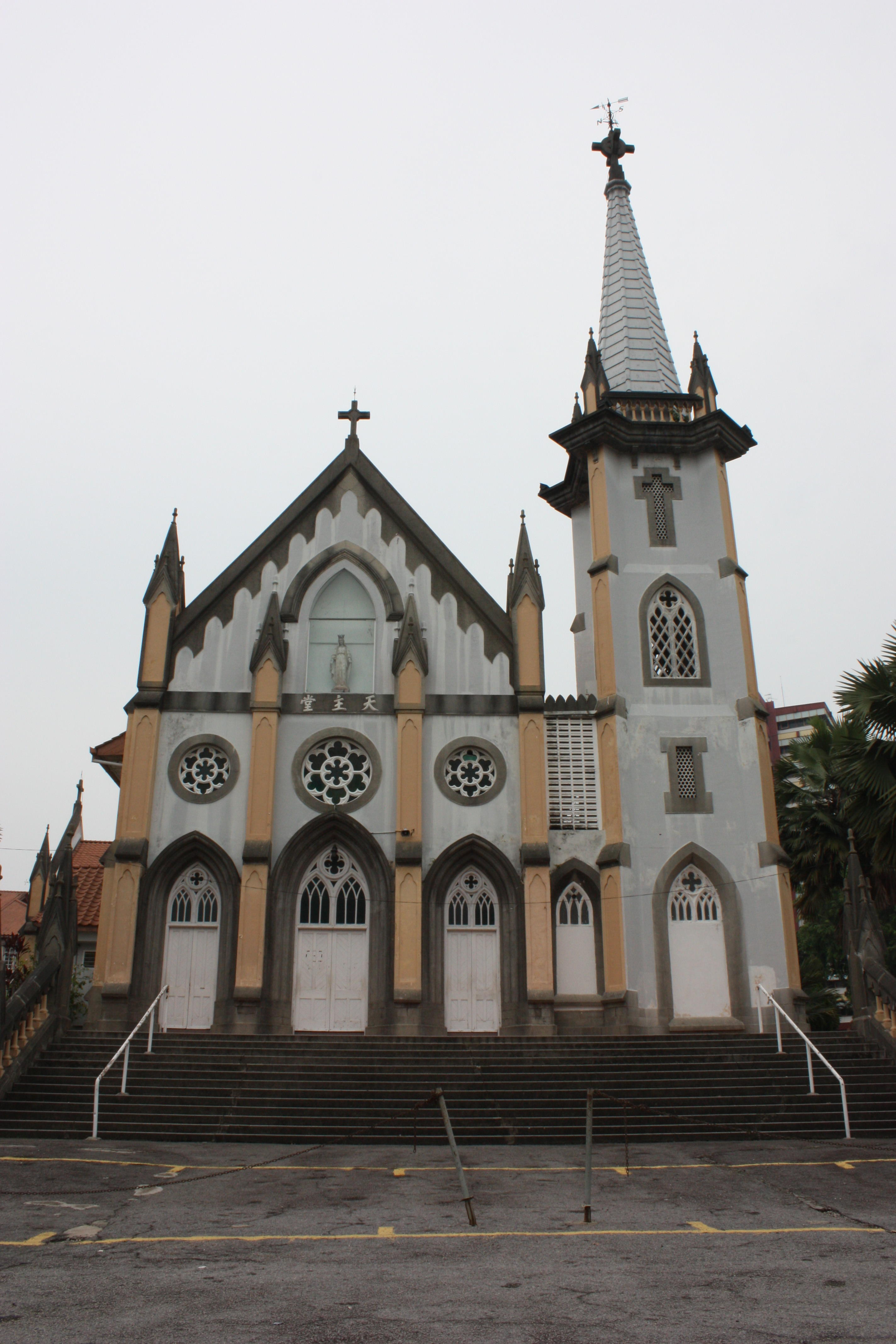
Католицька церква
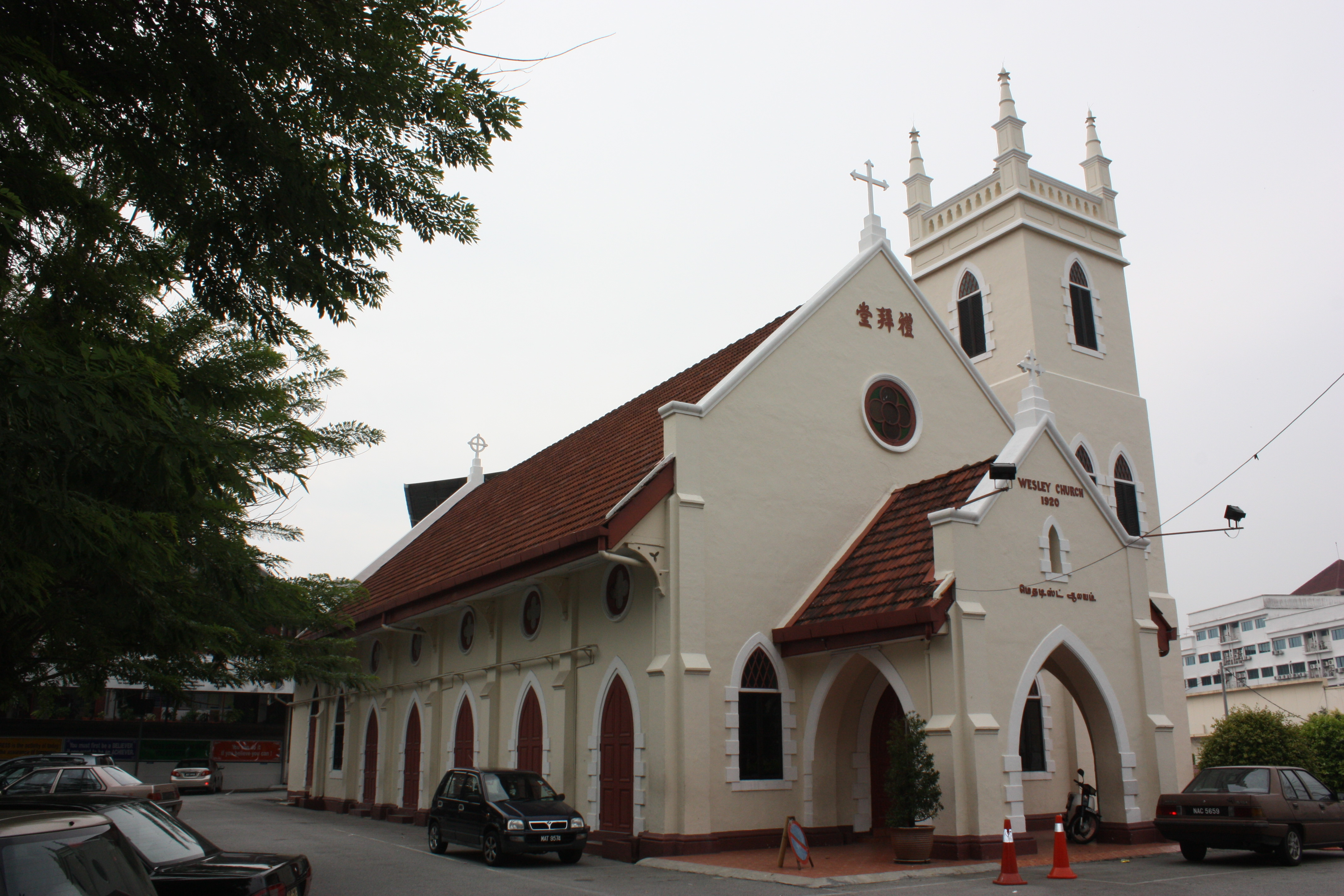
Церква методистів
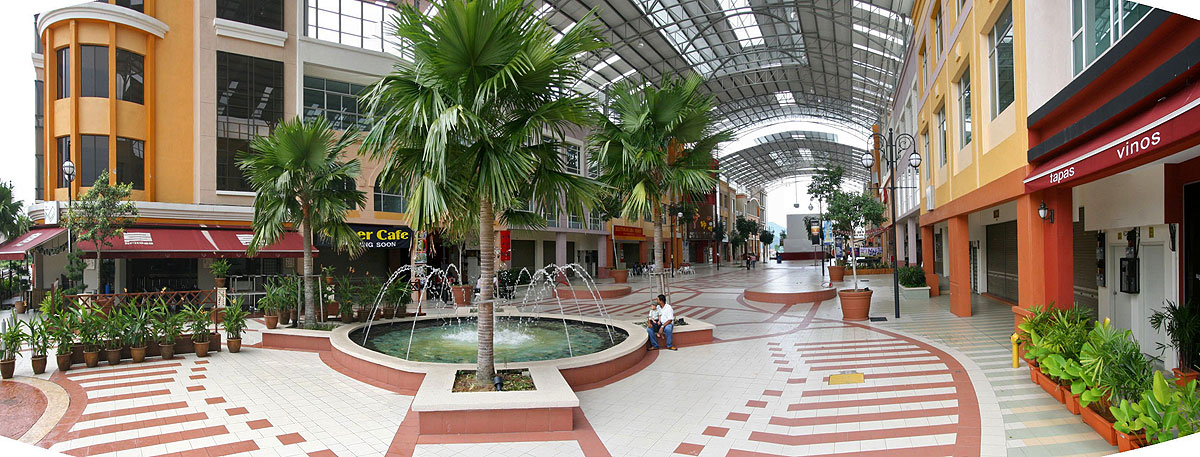
Крита алея у торговому центрі Era square

## Міста-побратими
- Бандунг, Індонезія
- Паданг, Індонезія
- Букіттінґґі, Індонезія
- Дунгуань, Китай

## Зовнішні посилання
- Majlis Perbandaran Seremban
- Seremban Maya
- Virtual Drive Through Street of Seremban
- Seremban travel guide from Wikivoyage